# یواس‌اس آرکانزاس (بی‌ام-۷)
یواس‌اس آرکانزاس (بی‌ام-۷) (به انگلیسی: USS Arkansas (BM-7)) یک کشتی بود که طول آن ۲۵۵ فوت ۱ اینچ (۷۷٫۷۵ متر) بود. این کشتی در سال ۱۹۰۰ ساخته شد.